# Heinrich Vogeler
Heinrich Vogeler (Brema, 12 dicembre 1872 – Qaraǵandy, 14 giugno 1942) è stato un pittore, architetto e poeta tedesco appartenente alla scuola di pittura di Düsseldorf.

## Biografia

### Gioventù

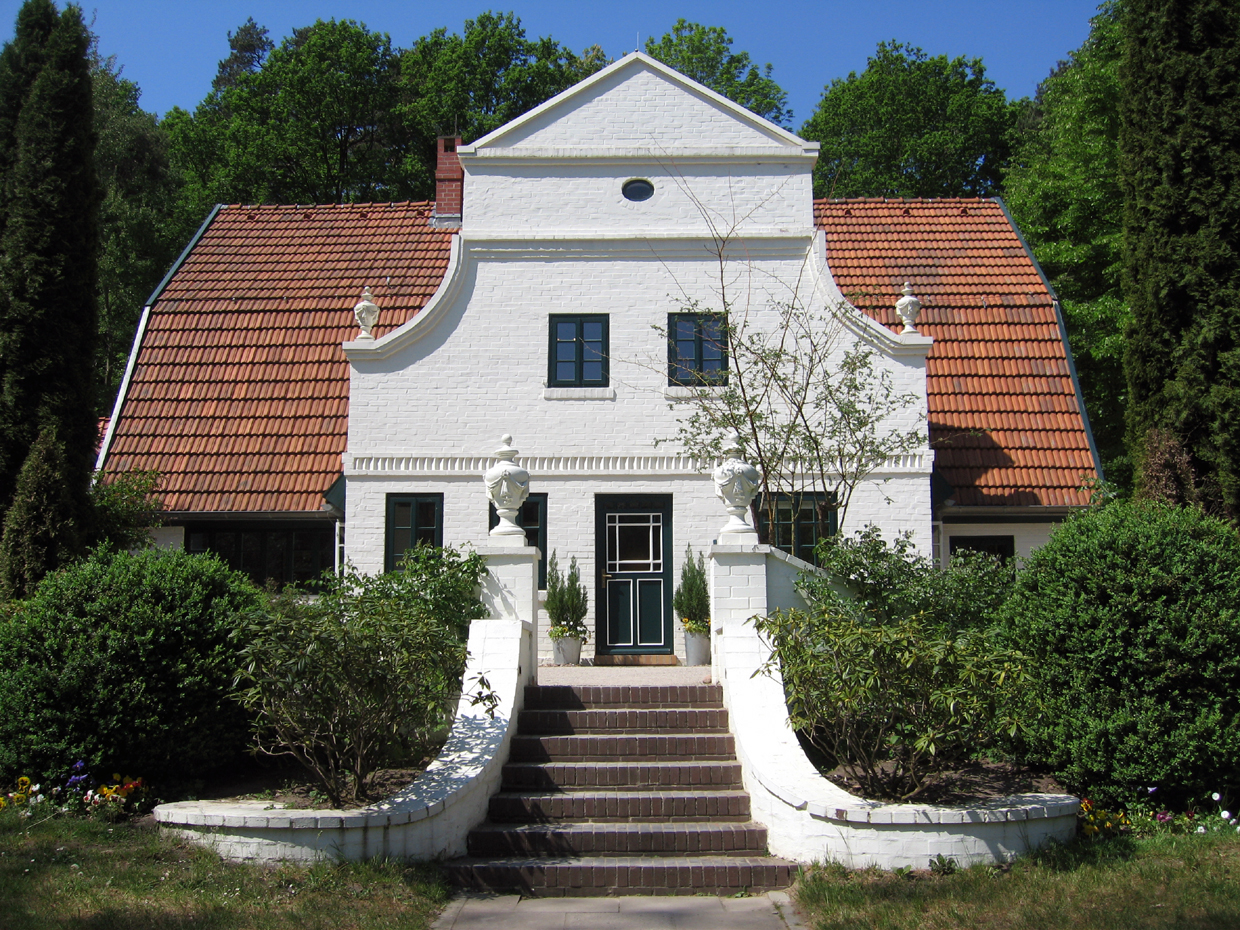
Il Barkenhoff a Worpswede

Vogeler nacque a Brema e studiò alla Kunstakademie di Düsseldorf dal 1890 al 1895. Nel corso della sua formazione artistica, fece anche dei viaggi in Belgio e Italia.
Nel 1894, Vogeler entrò a far parte del gruppo di artisti di Worpswede e ne divenne uno dei membri più importanti. Nel 1895 acquistò un cottage nel luogo e vi piantò molti alberi di betulla, quindi diede alla sua nuova casa il nome di Barkenhoff (che, in lingua basso-tedesca, significa "cottage delle betulle"). Nel 1901, Vogeler sposò Martha Schröder. Nel 1905 decorò e arredò la Güldenkammer (camera dorata) del municipio (Rathaus) di Brema.
A partire dai primissimi anni del Novecento, l'artista illustrò libri seguendo i dettami dell'Art Nouveau (ossia Jugendstil in Germania) e realizzò alcuni dipinti decorativi per il municipio di Brema. Nel 1906 viaggiò nello Sri Lanka. L'artista iniziò a simpatizzare nei confronti della classe operaia dopo aver letto le opere di Gor'kij durante un soggiorno a Łódź, in Polonia, ed aver visto i bassifondi di Glasgow e Manchester. Nel 1908, Vogeler e suo fratello Franz fondarono il "Worpsweder Werkstätte", che produceva oggetti per la casa. Nel frattempo, i dipinti di Vogeler confermavano sempre più le sue posizioni filo-proletarie.

### Prima guerra mondiale

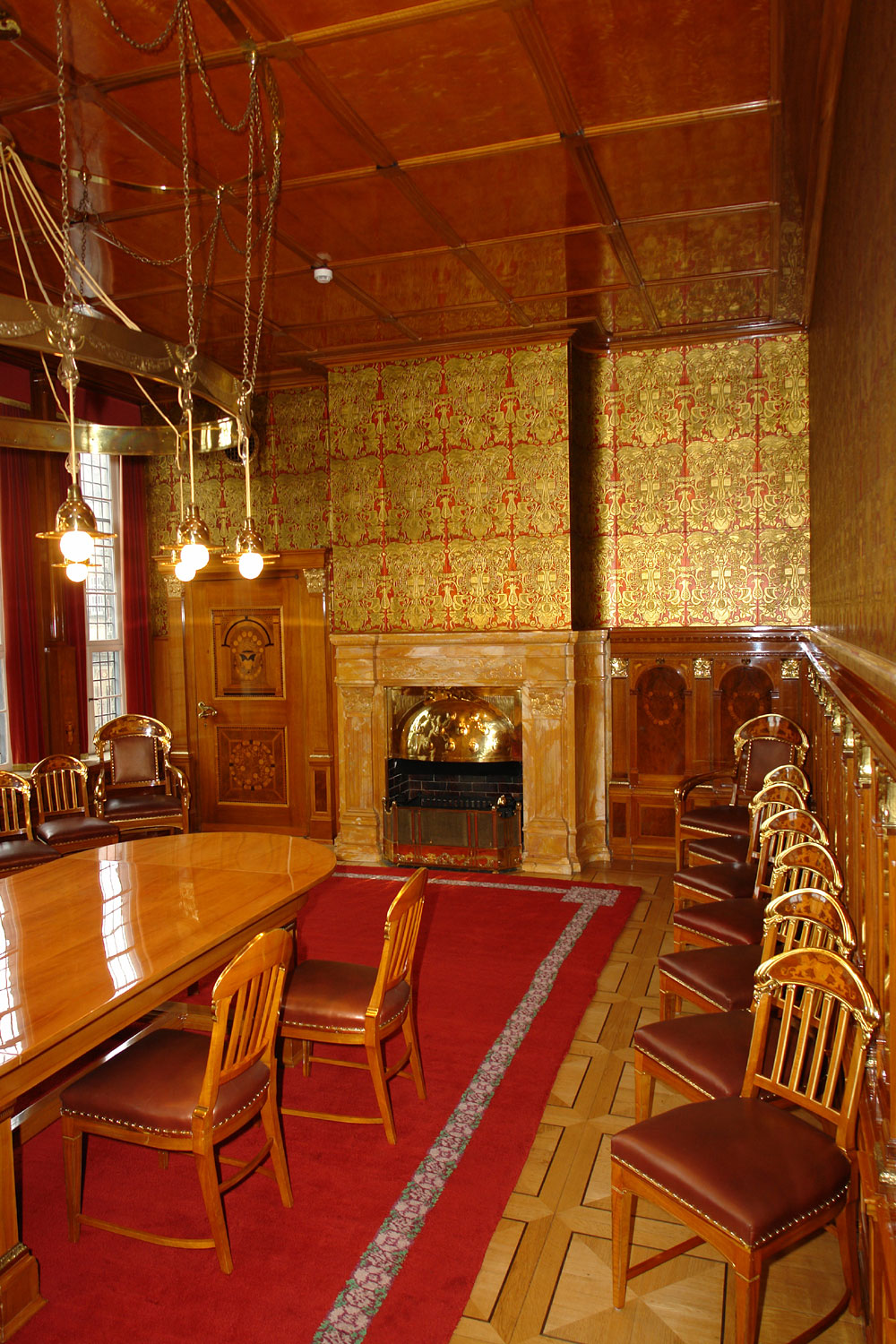
La Güldenkammer del municipio di Brema

Nel 1914, allo scoppio della prima guerra mondiale, Vogeler si offrì volontario per il servizio militare, e fu inviato sul fronte orientale durante l'anno seguente. Vogeler venne a conoscenza dell'ideologia bolscevica durante il suo periodo al fronte e durante i suoi viaggi in Polonia, Romania, Dobrugia e Russia. Dopo aver fatto un appello scritto per la pace all'imperatore tedesco, Vogeler fu inviato in un ospedale psichiatrico a Brema prima di essere dimesso dal servizio militare.

### Attivismo politico
Dopo la sua esperienza in guerra, Vogeler divenne pacifista e si unì al KPD, il partito comunista tedesco. Durante la rivoluzione di novembre (1918-1919), Vogeler e il suo amico Curt Stoermer entrarono a far parte del consiglio di fabbrica della Repubblica Sovietica di Brema. Dopo la fine della Rivoluzione, Vogeler venne arrestato e divorziò da sua moglie. Da qui in avanti, le opere dell'artista rinunciarono ai loro connotati romantici e divennero manifesti spiccatamente sociopolitici. Nel 1925 espose le sue opere alla Karl-Liebknecht-Haus di Berlino. Nel 1931, Vogeler e la sua seconda moglie Zofia "Sonja" Marchlewska, che era figlia di Julian Marchlewski, emigrarono in Russia. Nel 1941, in seguito all'invasione dell'Unione Sovietica da parte della Germania, Vogeler e altri cittadini tedeschi furono deportati nel Kazakistan dalle autorità sovietiche. Vogeler morì l'anno dopo a Qaraǵandy.

## Opere letterarie (elenco parziale)
- Dir. Gedichte, Lipsia 1899 (A te, un volumetto illustrato di poesie)
- Über den Expressionismus der Liebe. Der Weg zum Frieden, Brema 1918 (Sull'espressionismo dell'amore. La via alla pace)
- Reise durch Rußland. Die Geburt des Neuen Menschen, Dresda 1925 (Viaggio in Russia. La nascita dell'Uomo nuovo)
- Erinnerungen, a cura di Erich Weinert, Berlino 1952 (Memorie, postumo)

## Libri illustrati o decorati da Vogeler (elenco parziale)
- (DE) Jens Peter Jacobsen, Novellen, Briefe, Gedichte, in Gesammelte Werke, traduzione di Marie Herzfeld, illustrazioni di Heinrich Vogeler, vol. 1, 18º al 20º migliaio, Lipsia, Eugen Diederichs, 1919  [1899]. URL consultato il 3 luglio 2020. – Edizione riveduta e aumentata d'un libro di 1899. Sparsamente illustrata. Contiene anche le poesie dei Gurrelieder musicati da Arnold Schönberg.
- (DE) Jens Peter Jacobsen, Niels Lyhne, in Gesammelte Werke, traduzione di Marie Herzfeld, illustrazioni di Heinrich Vogeler, vol. 3, 19º al 21º migliaio, Lipsia, Eugen Diederichs, 1911  [1900 circa]. URL consultato il 3 luglio 2020.
- (DE) Hugo von Hofmannsthal, Der Kaiser und die Hexe, illustrazioni di Heinrich Vogeler, Berlino, Verlag der Insel bei Schuster & Löffler, 1900. URL consultato il 3 luglio 2020.
- (DE) Fratelli Grimm, Gebrüder Grimm’s Märchen, collana Deutsche Dichter in Auswahl fürs Volk, Nr. 3, illustrazioni di Heinrich Vogeler, Berlino, Verlag G. E. Kitzler, 1900. URL consultato il 20 luglio 2020.
- (DE) Otto Julius Bierbaum, Irrgarten der Liebe. Verliebte, launenhafte und moralische Lieder, Gedichte und Sprüche aus den Jahren 1885 bis 1900. Mit Leisten und Schlußstücken geschmückt von Heinrich Vogeler, 16º al 25º migliaio, Lipsia, Insel-Verlag Schuster & Löffler, 1901  [1901]. URL consultato il 3 luglio 2020.
- (DE) Otto Julius Bierbaum, Der neubestellte Irrgarten der Liebe, um etliche Gänge und Lauben vermehrt. Verliebte, launenhafte, moralische und andere Lieder, Gedichte und Sprüche aus den Jahren 1885 bis 1905. Mit Leisten und Schlußstücken von Heinrich Vogeler, 1º al 6º migliaio, Lipsia, Insel-Verlag, 1906. URL consultato il 3 luglio 2020.
- (DE) Kurd Laßwitz, Nie und Immer. Neue Märchen, illustrazioni di Heinrich Vogeler, Lipsia, Eugen Diederichs, 1902. URL consultato il 3 luglio 2020.
- (DE) Gerhart Hauptmann, Der arme Heinrich. Eine deutsche Sage, illustrazioni di Heinrich Vogeler, Berlino, G. Fischer, Verlag, 1902. URL consultato il 20 luglio 2020.
- (DE) Richard von Schaukal, Pierrot und Colombine, oder: Das Lied von der Ehe. Ein Reigen Verse, illustrazioni di Heinrich Vogeler, Lipsia, Hermann Seemann Nachfolger, 1902. URL consultato il 20 luglio 2020.

## Galleria d'immagini

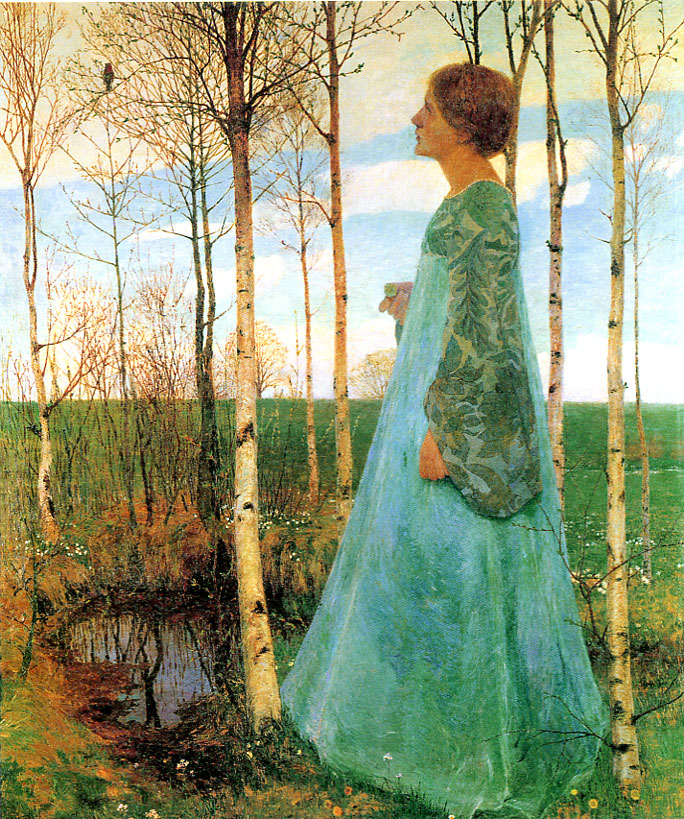
Frühling (1897)
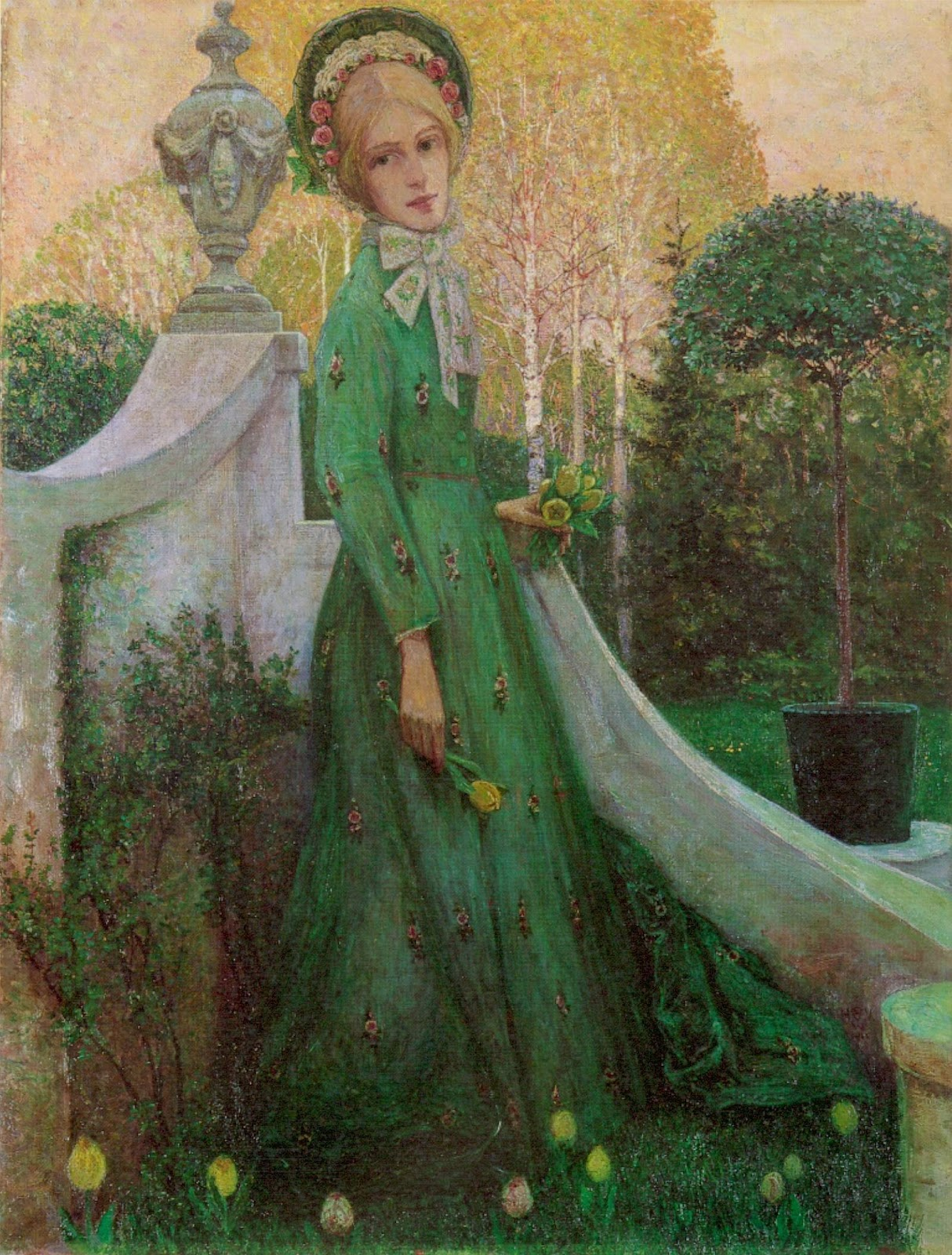
Frühlingsabend (1901)
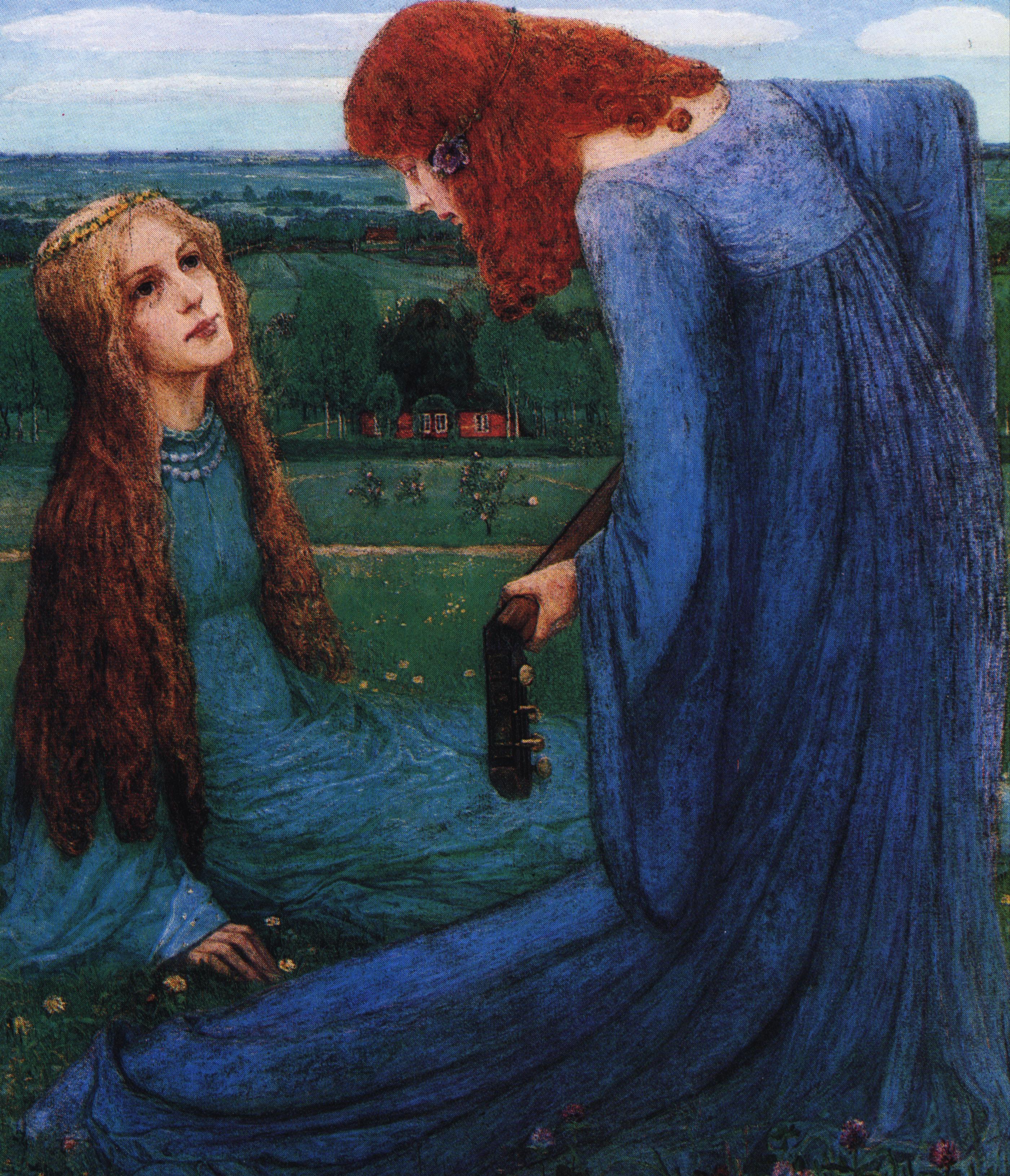
Verkündigung (1901)
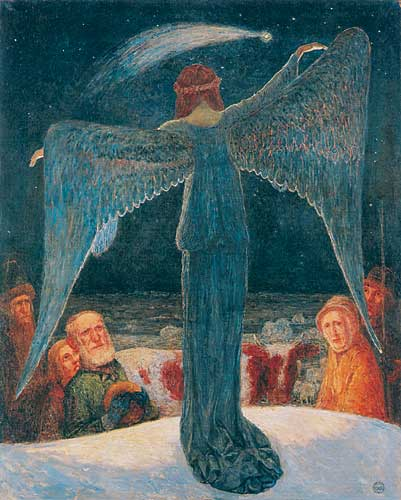
Verkündigung an die Hirten (1902)
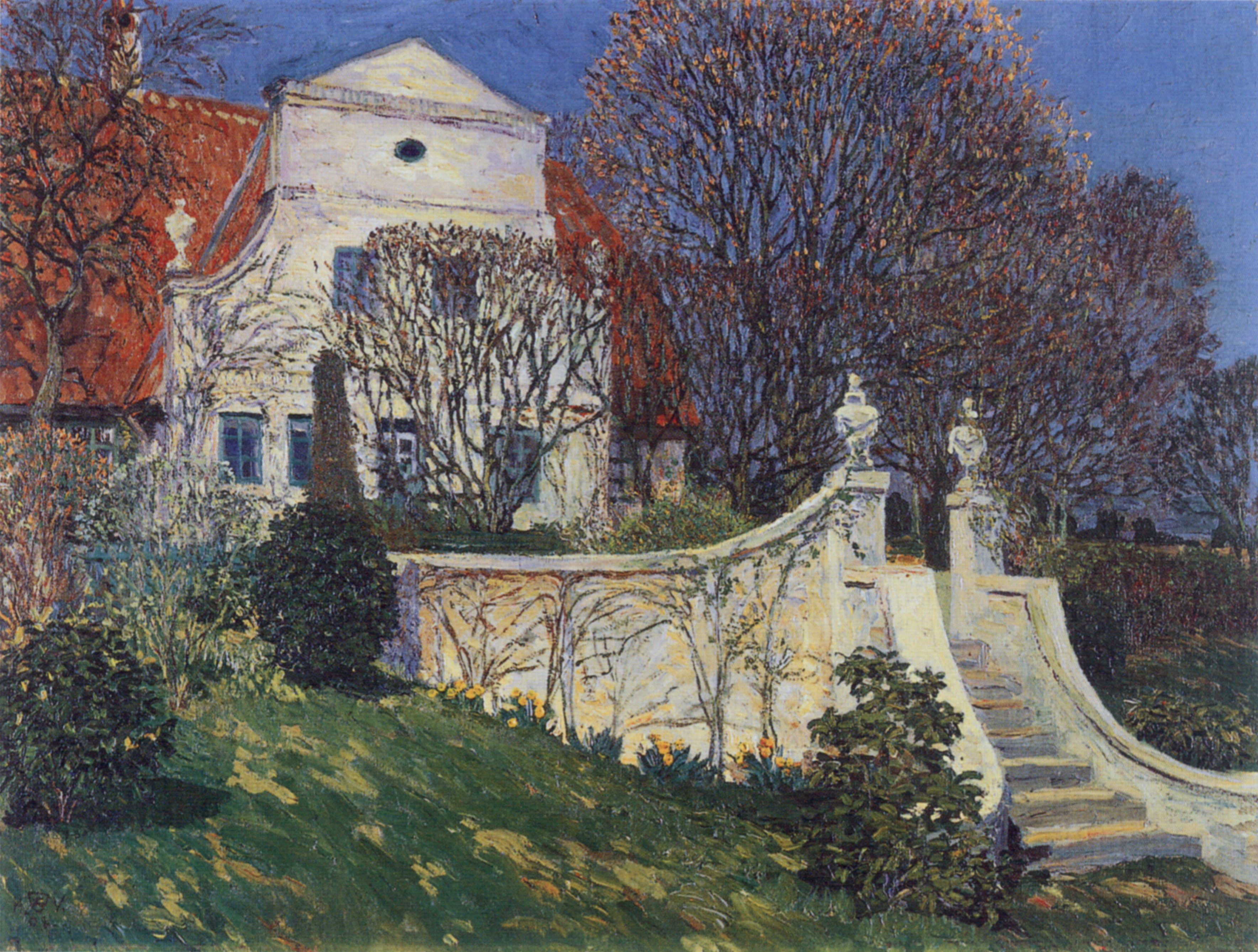
Der Barkenhoff (1904)
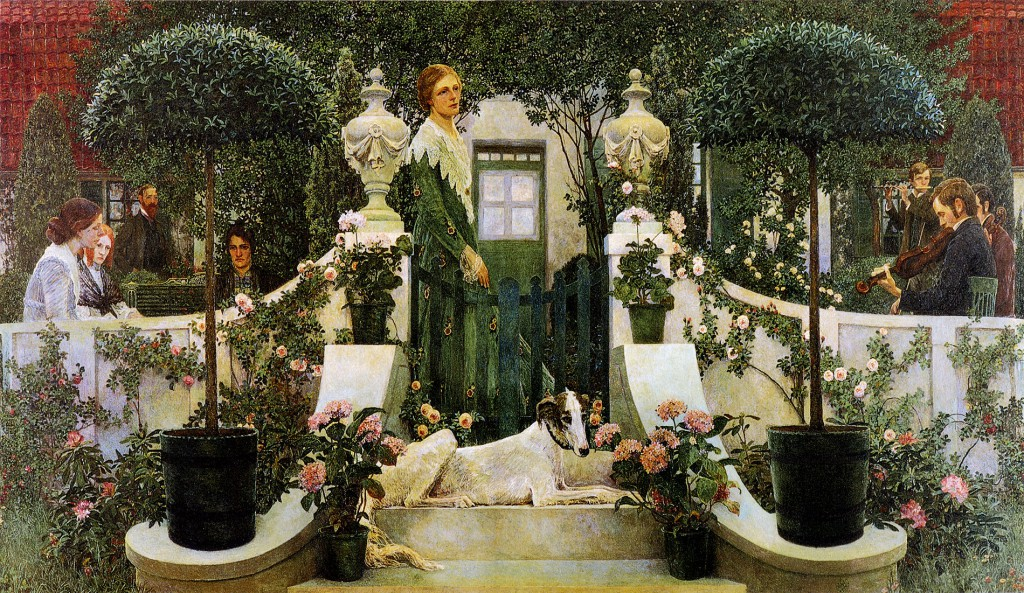
Sommerabend (1905)
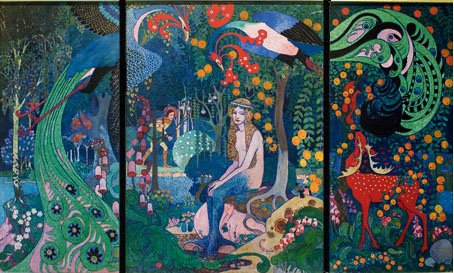
Melusine Triptychon (ca. 1912)
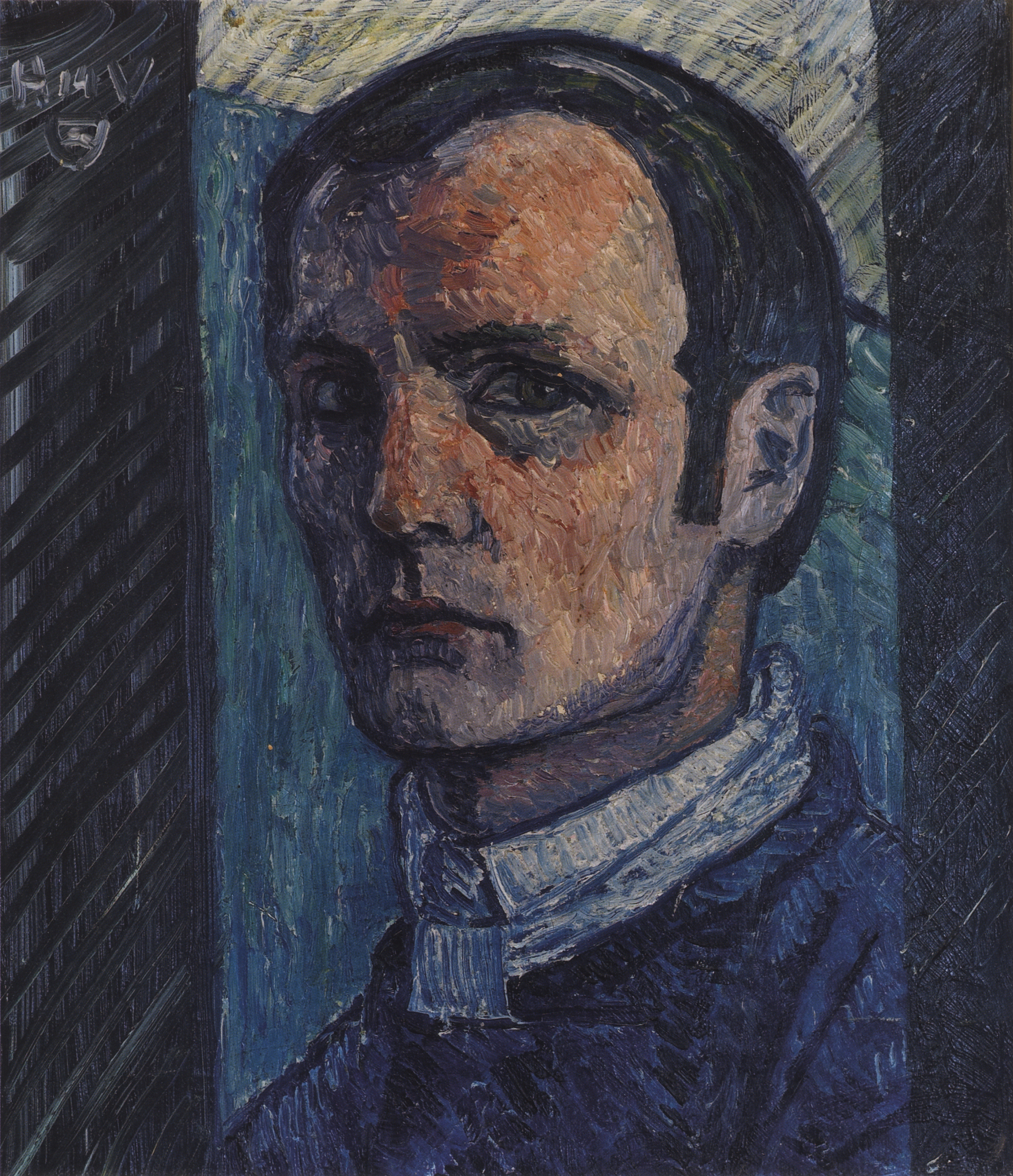
Selbstbildnis (1914)
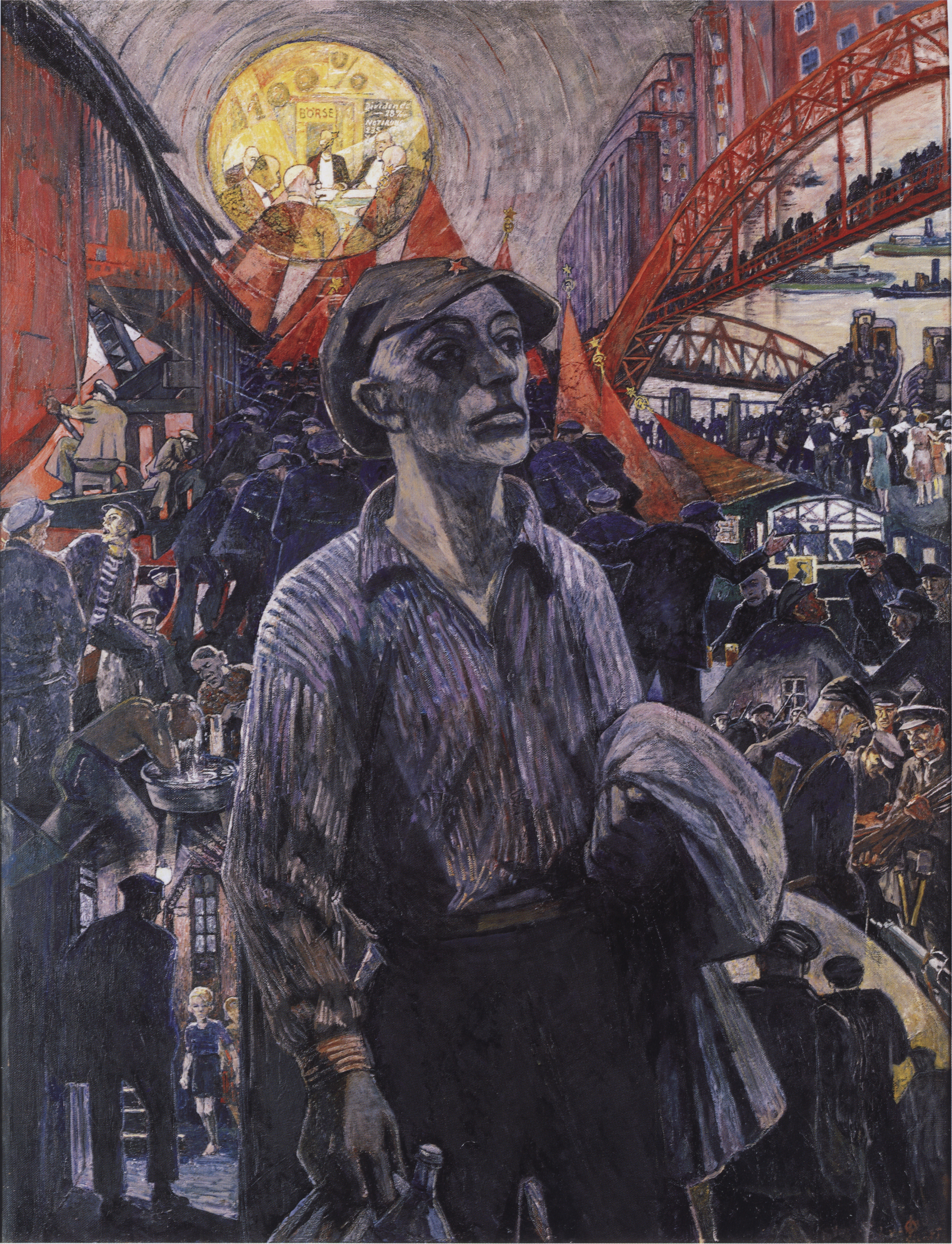
Hamburger Werftarbeiter (1928)
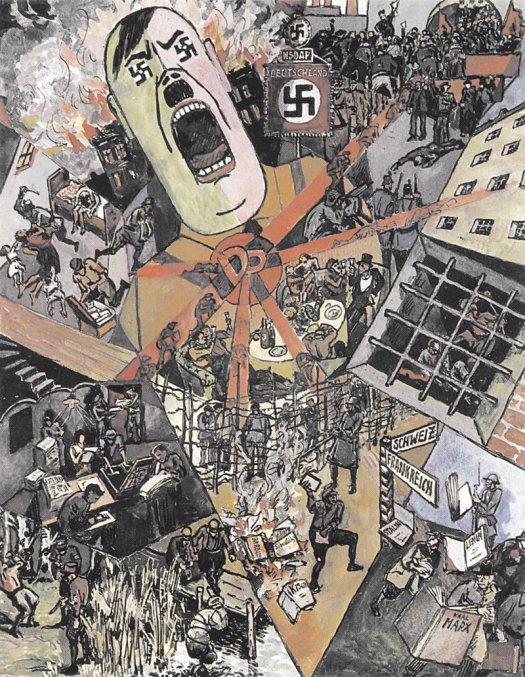
Das Dritte Reich (1934)
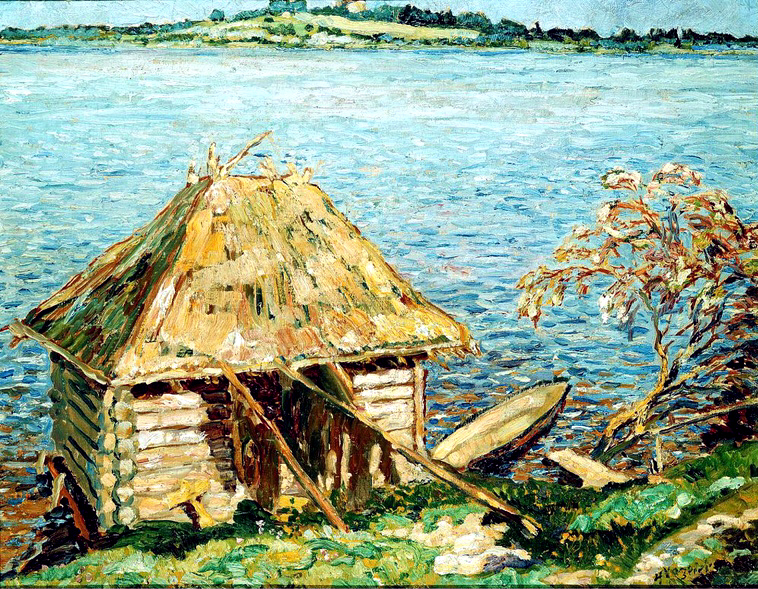
Bäuerliches Badehaus (1934-5)
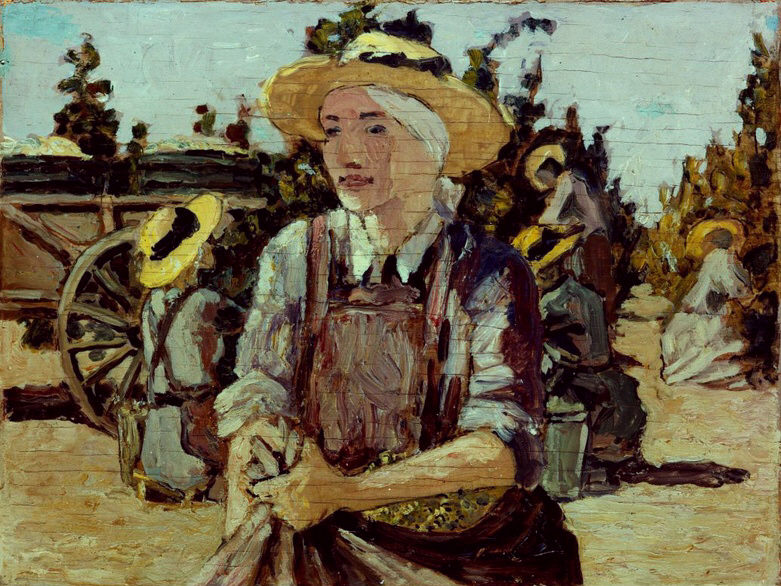
Bäuerin im Weingarten des Karl-Marx-Kolchos in Gnadenburg (1939-40)
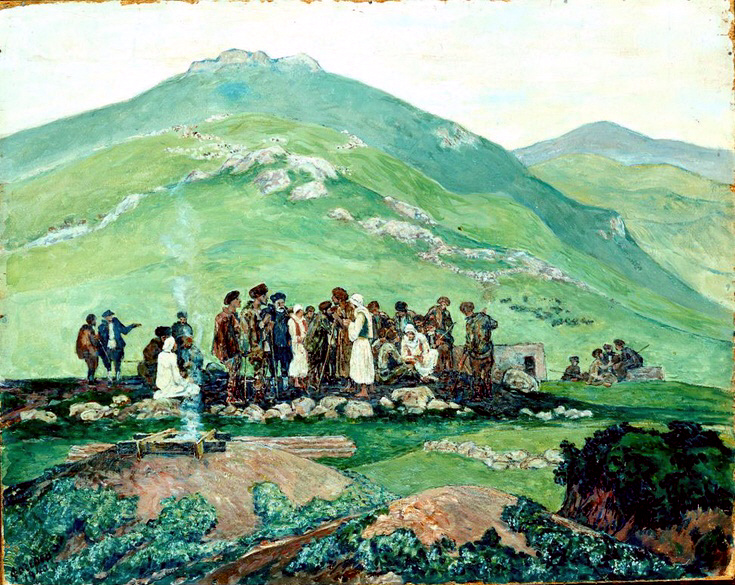
Versammlung kurdischer Hirten vom Kolchos Lenin (1940)